# Salvador Bonavia i Panyella
Salvador Bonavia i Panyella (Barcelona, 1907 - Barcelona, octubre de 1959) va ser un prolífic autor dramàtic, llibretista de revistes, impressor i editor català, fill i continuador de l'editorial de Salvador Bonavia i Flores. La literatura infantil i juvenil la signà sovint amb el pseudònim de "Jordi Canigó".

## Obra dramàtica
- 1926. La puntaire. Comèdia dramàtica en 1 pròleg i 3 actes, inspirada en la poesia de Manuel Ribot i Serra.
- 1927. L'emigrant o la terra, la fe i l'amor. Comèdia dramàtica en 3 actes dividits en 5 quadres. Publicada a 'La Escena Catalana'. Núm. 244
- 1928. La princesa Blanca-neus. Estrenada al teatre Romea de Barcelona, el 15 de març de 1928. Publicada a 'La Escena Catalana'. Núm. 254. (pseudònim: Jordi Canigó)
- 1928. La caputxeta vermella. Estrenada al teatre Romea de Barcelona, el 14 d'octubre de 1928. Publicada a 'La Escena Catalana'. Núm. 273. (pseudònim: Jordi Canigó)
- 1929. Els tres tambors. Rondalla en 3 actes, dividits en 11 quadres i una apoteosi. Il·lustracions musicals de Rafael Martínez Valls. Estrenada al teatre Romea de Barcelona, el 31 de gener de 1929. Publicada a 'La Escena Catalana'. Núm. 283. (pseudònim: Jordi Canigó)
- 1929. La princesa adormida. Estrenada al teatre Romea de Barcelona, el 24 d'octubre de 1929. Publicada a 'La Escena Catalana'. Núm. 301 (pseudònim: Jordi Canigó)
- 1930. La flor del lliri blau. Rondalla meravellosa en 3 actes, dividits en 14 quadres. Il·lustracions musicals de Rafael Pou. Estrenada al teatre Romea de Barcelona, el 25 setembre 1930. Publicada a 'La Escena Catalana'. Núm. 325 (pseudònim: Jordi Canigó)
- 1930. Els pastorets a Betlem o les figures del pessebre. Espectacle en 5 actes, dividits en 18 quadres. Il·lustracions musicals de Rafael Martínez Valls. Publicada a 'La Escena Catalana'. Núm. 329.
- 1931. La rateta que escombrava l'escaleta. Estrenada al teatre Romea de Barcelona, el 10 maig 1931.
- 1931. Les aventures d'en Titelleta. Auca vida vertadera d'un titella que no ho era en 3 actes, dividits en 12 quadres. Il·lustracions musicals de Rafael Martínez i Valls. Estrenada al teatre Romea de Barcelona, el 15 d'octubre de 1931. Publicada a 'La Escena Catalana'. Núm. 348 (pseudònim: Jordi Canigó)
- 1932. La volta al món en patinet. Fantasia de nines en 3 actes, dividits en 11 quadros. Il·lustracions musicals de Rafael Martínez i Valls. Estrenada al teatre Romea de Barcelona, el 13 d'octubre de 1932. Publicada a 'La Escena Catalana'. Núm. 367. (pseudònim: Jordi Canigó)
- 1933. El general Bum-Bum. Il·lustracions musicals de Rafael Martínez Valls. Estrenada al teatre Romea de Barcelona, el 5 d'octubre de 1933. Publicada a 'La Escena Catalana'. Núm. 385. (pseudònim: Jordi Canigó)
- 1934. Quimet I, rei de Xauxa. Espectacle en 3 actes, dividits en 14 quadros. Il·lustracions musicals de Rafael Martínez i Valls. Estrenada al teatre Romea de Barcelona, el 8 de novembre de 1934. Publicada a 'La Escena Catalana'. Núm. 404. (pseudònim: Jordi Canigó)
- 1936. Tarzan de les mones. Música: Rafael Martínez i Valls. Estrenada al Gran Teatre Espanyol de Barcelona, el 23 de gener de 1936. Publicada a 'La Escena Catalana'. Núm. 425. (pseudònim: Jordi Canigó)
- 1936. Marieta Cistellera. Sainet vuitcentista en 3 actes, el segon dividit en 2 quadres. Estrenat al Gran Teatre Espanyol de Barcelona, el 18 de març de 1936. Publicat a 'La Escena Catalana'. Núm. 429
- 1939. La novia de Triana, en col·laboració de R. de León. Amb Maria Vila. Estrenada al teatre Romea de Barcelona, el 16 de desembre de 1939.
- 1943. La vuelta al mundo en patinete. TeatreRomea de Barcelona, el 28 de gener de 1943.
- 1945. ...y en Montserrat se casarán. Revista en 3 actos. Llibret compartit amb José Andrés de Prada Delgado. Música de Joan Dotras. Estrenada al teatre Victòria de Barcelona, el 13 de juny de 1945.
- 1946. De la Seca a la Meca. Revista en 3 actos. Música: Joan Dotras i Vila. Estrenada al teatre Victòria de Barcelona, el 20 abril 1946.
- 1946. La Pinxeta i el noi maco. Sainet en 3 actes. Amb la col·laboració d'Emili Vendrell. Música de Joan Dotras. Estrenada al Teatre Victòria de Barcelona, el 24 de juliol de 1946.
- 1947. La planxadora de la plaça del Pi. Estrenada al teatre Victòria de Barcelona, el 5 d'abril de 1947.
- 1947. Les noies de Barcelona. Estrenada al teatre Romea de Barcelona, el 18 de desembre de 1947.
- 1948. La Mariona té un secret. Estrenada al teatre Apol·lo de Barcelona, el 3 de desembre de 1948.
- 1949. La Gilda del Paralelo. Revista. Música de Jaume Pérez. Estrenada al teatre Arnau de Barcelona, el 16 de febrer de 1949.
- 1949. La T verda, fàbrica de conserves. 25 març 1949
- 1949. Canela, sal y pimienta Revista. Música de Jaume Mestres. Estrenada al teatre Arnau de Barcelona, el 14 de juliol de 1949.
- 1949. Del Paralelo a la Rambla. Revista. Música de Jaume Mestres. Estrenada al teatre Arnau de Barcelona, el 16 de desembre de 1949.
- 1950. Els fills de ningú. Estrenada al teatre Arnau de Barcelona, el 4 de juliol de 1950.
- 1950. ¡Qué pequeña es Barcelona!. Revista. Música de Jaume Mestres. Estrenada al teatre Arnau de Barcelona, el 5 de desembre de 1950.
- 1951. Maty Mont...al aparato. Revista. Música de Jaume Mestres. Estrenada al teatre Arnau de Barcelona, el 24 de març de 1951. Amb la vedet Maty Mont.
- 1951. Barcelona se divierte. Revista. Música de Jaume Mestres. Estrenada al teatre Romea de Barcelona, el 9 d'agost de 1951. Amb Maty Mont.
- 1951. De Colón al Tibidado. Revista en 3 actes. Música de Jaume Mestres i Eduard Franch i Antigues. Estrenada al teatre Arnau de Barcelona, el 6 de desembre de 1951.
- 1952. Este año estoy de moda. Revista. Música de Jaume Mestres. Estrenada al teatre Poliorama de Barcelona, el 12 d'abril de 1952. amb les vedets Salud Rodríguez i Maty Mont.
- 1952. ...Quina nit!. Revista. Música de Jaume Mestres. Estrenada al teatre Romea de Barcelona, l'1 d'agost de 1952.
- 1953. Tres suspiros a las seis. Música de Jaume Mestres. Estrenada al teatre Apol·lo de Barcelona, l'11 de juny de 1953. Amb la vedet Bella Dorita.
- 1954. El as de bastos. Música de Jaume Mestres. Estrenada al teatre Victòria de Barcelona. Estrenada a l'abril de 1954.
- 1954. Luces del Paralelo, en col·laboració de José Andrés de Prada. Músiques de Jaume Mestres i Joan Dotras Vila. Estrenada al teatre Victòria de Barcelona, el mes de juny de 1954.
- 1955. La núvia ha perdut el ram. Estrenada al teatre Romea de Barcelona, el mes de juny de 1955. Amb la vedet Bella Dorita.
- 1955. Noi o noia? Estrenada al teatre Talia de Barcelona, el mes de novembre de 1955. Amb la vedet Bella Dorita.
- 1956. Escàndol matrimonial. Estrenada al teatre Talia de Barcelona, el mes de juliol de 1956. Amb la vedet Bella Dorita i l'humorista Cassen.
- 1957. Teatro Eldorado. El alma del cuplé. Estrenada al teatre Romea de Barcelona, el mes de setembre de 1957.
- 1958. Cualquier tiempo pasado.... Estrenada a la Sala de Festes Rigat, el mes de juny de 1958.
- 1958. Teatro Lírico. Yo fuí Susana Morales. Estrenada al Teatre Calderón de Barcelona, el mes d'agost de 1958.